# 공모전
공모전이란 국어사전에서 '공개 모집한 작품의 전시회'라고 정의되어 있다. 하지만 현재의 공모전은 전시회(Exhibition)의 의미가 사라지고 공모(Contest)의 의미로 사용되고 있다.
주로 미술, 문학 분야에서 사용되던 용어였으나, 최근에는 그 분야가 확대되어 마케팅, 광고, 디자인, 아이디어, 네이밍 등 거의 모든 분야로 확대되어 활용되고 있다.
일반 대중을 대상으로 특정한 주제의 아이디어, 제안, 기획 혹은 작품 등을 심사해 상금 혹은 상품을 비롯한 특전을 제공하는 콘테스트이다. 